# Єспер Ліндстрем
Єспер Гранге Ліндстрем (дан. Jesper Grænge Lindstrøm, нар. 29 лютого 2000, Хойє-Тоструп, Данія) — данський футболіст, півзахисник італійського «Наполі» та національної збірної Данії. На умовах оренди виступає за «Евертон».

## Ігрова кар'єра

### Клубна
Єспер Ліндстрем починав свою футбольну кар'єру у містечку Тоструп, у клубах нижчих дивізіонів. У 2012 році він приєднався до футбольної школи клубу «Брондбю».
З початком сезону 2019/20 Ліндстрем став гравцем першої команди. І 11 липня 2019 року він дебютував у основі у матчі Ліги Європи проти фінського «Інтера». А вже за три дні Єспер зіграв перший матч і у данській Суперлізі.
Влітку 2020 року Ліндстрем підписав з клубом контракт, дія якого триває до 2023 року.
11 липня 2021 за 7 млн євро перейшов до складу німецького «Айнтрахта». Відразу ж став гравцем основного складу команди і допоміг їй стати переможцем Ліги Європи 2021/22.
29 серпня 2023 року уклав п'ятирічний контракт з італійським «Наполі», якому трансфер данця обійшовся в орієнтовні 30 мільйонів євро. 

### Збірна
Восени 2020 року Єспер Ліндстрем дебютував у переможному матчі проти молодіжки Мальти за збірну Данії (U-21).
А вже за місяць, у листопаді, Єспер вперше вийшов на поле у формі національної збірної Данії. 2022 року був включений до заявки національної команди для участі у тогорічному чемпіонаті світу, де виходив на поле в усіх трьох іграх групового етапу, який данцям подолати не вдалося.

## Статистика виступів

### Статистика клубних виступів
Станом на 27 серпня 2023
| Сезон                | Команда              | Чемпіонат            | Чемпіонат | Чемпіонат | Національний кубок | Національний кубок | Національний кубок | Континентальні кубки | Континентальні кубки | Континентальні кубки | Інші змагання | Інші змагання | Інші змагання | Усього | Усього | Усього |
| Сезон                | Команда              | Ліга                 | Ігор      | Голів     | Ліга               | Ігор               | Голів              | Ліга                 | Ігор                 | Голів                | Ліга          | Ігор          | Голів         | Ігор   | Голів  |        |
| -------------------- | -------------------- | -------------------- | --------- | --------- | ------------------ | ------------------ | ------------------ | -------------------- | -------------------- | -------------------- | ------------- | ------------- | ------------- | ------ | ------ | ------ |
| 2018–19              | «Брондбю»            | СЛ                   | 0         | 0         | КД                 | 1                  | 0                  | ЛЄ                   | -                    | -                    | -             | -             | -             | 1      | 0      |        |
| 2019–20              | «Брондбю»            | СЛ                   | 19+9      | 2+1       | КД                 | 1                  | 0                  | ЛЄ                   | 4                    | 2                    | -             | -             | -             | 33     | 5      |        |
| 2020–21              | «Брондбю»            | СЛ                   | 22+7      | 9+1       | КД                 | 2                  | 0                  | -                    | -                    | -                    | -             | -             | -             | 31     | 10     |        |
| Усього за «Брондбю»  | Усього за «Брондбю»  | Усього за «Брондбю»  | 57        | 13        |                    | 4                  | 0                  |                      | 4                    | 2                    |               | -             | -             | 65     | 15     |        |
| 2021–22              | «Айнтрахт»           | БЛ                   | 29        | 5         | КН                 | 1                  | 0                  | ЛЄ                   | 9                    | 0                    | -             | -             | -             | 39     | 5      |        |
| 2022–23              | «Айнтрахт»           | БЛ                   | 27        | 7         | КН                 | 3                  | 1                  | ЛЧ                   | 7                    | 1                    | СУ            | 1             | 0             | 38     | 9      |        |
| серп. 2023           | «Айнтрахт»           | БЛ                   | 1         | 0         | КН                 | 1                  | 0                  | ЛК                   | 1                    | 0                    | -             | -             | -             | 3      | 0      |        |
| Усього за «Айнтрахт» | Усього за «Айнтрахт» | Усього за «Айнтрахт» | 57        | 12        |                    | 5                  | 1                  |                      | 17                   | 1                    |               | 1             | 0             | 80     | 14     |        |
| серп. 2023–24        | «Наполі»             | A                    | 0         | 0         | КІ                 | 0                  | 0                  | ЛЧ                   | 0                    | 0                    | СІ            | -             | -             | 0      | 0      |        |
| Усього за кар'єру    | Усього за кар'єру    | Усього за кар'єру    | 114       | 25        |                    | 9                  | 1                  |                      | 21                   | 3                    |               | 1             | 0             | 145    | 29     |        |

### Статистика виступів за збірну
Станом на 20 листопада 2023 року
| Дата       | Місто      | Господарі         | Результат | Гості             | Турнір                               | Голи | Примітки |
| ---------- | ---------- | ----------------- | --------- | ----------------- | ------------------------------------ | ---- | -------- |
| 11-11-2020 | Бреннбю    | Данія             | 2 – 0     | Швеція            | товариський матч                     | -    | 86'      |
| 1-9-2021   | Копенгаген | Данія             | 2 – 0     | Шотландія         | Відбір до ЧС 2022                    | -    | 90+4'    |
| 12-11-2021 | Копенгаген | Данія             | 3 – 1     | Фарерські острови | Відбір до ЧС 2022                    | -    | 57'      |
| 26-3-2022  | Амстердам  | Нідерланди        | 4 – 2     | Данія             | товариський матч                     | -    | 46'      |
| 29-3-2022  | Копенгаген | Данія             | 3 – 0     | Сербія            | товариський матч                     | 1    | 56'      |
| 25-9-2022  | Копенгаген | Данія             | 2 – 0     | Франція           | Ліга націй УЄФА 2022-2023 - 1-й етап | -    | 60'      |
| 22-11-2022 | Ер-Раян    | Данія             | 0 – 0     | Туніс             | ЧС 2022 - груповий етап              | -    | 65'      |
| 26-11-2022 | Доха       | Франція           | 2 – 1     | Данія             | ЧС 2022 - груповий етап              | -    | 85'      |
| 30-11-2022 | Ель-Вакра  | Австралія         | 1 – 0     | Данія             | ЧС 2022 - груповий етап              | -    |          |
| 16-6-2023  | Копенгаген | Данія             | 1 – 0     | Північна Ірландія | Відбір до ЧЄ 2024                    | -    | 80'      |
| 7-9-2023   | Копенгаген | Данія             | 4 – 0     | Сан-Марино        | Відбір до ЧЄ 2024                    | -    | 72'      |
| 10-9-2023  | Гельсінкі  | Фінляндія         | 0 – 1     | Данія             | Відбір до ЧЄ 2024                    | -    | 46'      |
| 14-10-2023 | Копенгаген | Данія             | 3 – 1     | Казахстан         | Відбір до ЧЄ 2024                    | -    | 90+1'    |
| 17-10-2023 | Серравалле | Сан-Марино        | 1 – 2     | Данія             | Відбір до ЧЄ 2024                    | -    | 62'      |
| 17-11-2023 | Копенгаген | Данія             | 2 – 1     | Словенія          | Відбір до ЧЄ 2024                    | -    | 90+1'    |
| 20-11-2023 | Белфаст    | Північна Ірландія | 2 – 0     | Данія             | Відбір до ЧЄ 2024                    | -    | 56'      |
| Усього     |            | Матчів            | 16        |                   | Голів                                | 1    |          |

## Титули і досягнення
- Чемпіон Данії (1):

«Брондбю»: 2020-21
- Володар Ліги Європи УЄФА (1):

«Айнтрахт»: 2021-22